# Kremmling
Kremmling – miasto w Stanach Zjednoczonych, w stanie Kolorado, w hrabstwie Grand.